# Microdon procedens
Microdon procedens är en tvåvingeart som beskrevs av Charles Howard Curran 1941. Microdon procedens ingår i släktet myrblomflugor, och familjen blomflugor. Inga underarter finns listade i Catalogue of Life.